# Unidad tipificada
El término unidad tipificada, variable centrada reducida, variable estandarizada o normalizada se utiliza en estadística para comparar datos procedentes de diferentes muestras o poblaciones y se define como el número de desviaciones típicas que un valor dado toma con respecto a la media de su muestra o población.

## Fórmula
Suponiendo que X es un valor observado procedente de una muestra (o población), con media {\displaystyle {\bar {a}}} (o μ) y desviación típica s (o σ), el valor de x en unidades tipificadas -representado por z- se calcula restando la media al valor dado y dividiendo el resultado entre la desviación típica, y se define con la siguiente fórmula:
En poblaciones:  
{\displaystyle z={\frac {x-\mu }{\sigma }}}
En muestras de población:
{\displaystyle z={\frac {x-{\bar {a}}}{s}}}
La unidad tipificada muestra el número de desviaciones típicas en que un valor dado se sitúa por encima o debajo de la media de su muestra o población. Luego una unidad tipificada de valor negativo se sitúa por debajo de la media, mientras que una unidad tipificada de valor positivo se sitúa por encima de la media. Para calcular una unidad tipificada es necesario, por tanto, conocer previamente el valor de la media y de la desviación típica de la muestra o población.

## Visión general
En análisis de datos, centrar y reducir las variables (normalizar) permite comparaciones independientes de la unidad de medida.
- Centrar  una variable consiste en restar su media a cada uno de sus valores inicial.
- Reducir  una variable consiste en dividir todos sus valores por su desviación típica.

Una variable centrada reducida tiene:
*  una media nula,
*  una desviación típica igual a uno.
Así obtenemos:
*  datos independientes de la unidad, o de la escala escogida,
*  variables que tienen misma dispersión y misma media.
Podemos entonces comparar más fácilmente las variaciones. Centrar reducir las variables es muy útil en análisis de datos:
* esto equivale a un cambio de unidad, y no tiene incidencia sobre los perfiles de variación.
* los valores de los coeficientes de correlación entre variables centradas reducidas permanecen idénticos a lo que eran antes de la operación de centrado reducción.

## Ejemplo
Un alumno A saca una puntuación de 85 en un examen cuyas puntuaciones tienen una media de 79 con una desviación típica de 8. Un alumno B saca 74 en un examen cuyas puntuaciones tienen una media de 70 y desviación típica de 5. ¿Cuál de los dos alumnos obtuvo una puntuación mejor? La respuesta, desde el punto de vista de la "unidad tipificada", se obtiene así:
Las puntuaciones tipificadas de los alumnos A y B son respectivamente:
{\displaystyle z_{a}={\frac {85-79}{8}}={\frac {6}{8}}=0,75}

{\displaystyle z_{b}={\frac {74-70}{5}}={\frac {4}{5}}=0,8}
Así el alumno B lo hizo mejor que el A, aunque su puntuación de 74 es inferior a 85.